# كوبا أمريكا تحت 20 سنة 2009
كوبا أمريكا تحت 20 سنة 2009 (بالإسبانية: Campeonato Sudamericano de Fútbol Sub-20 de 2009)‏ هو الموسم 24 من كوبا أمريكا تحت 20 سنة. أقيم في 2009، وأشرف على تنظيمه كونميبول، وكان عدد الأندية المشاركة فيه 10، وفاز فيه منتخب البرازيل تحت 20 سنة لكرة القدم.